# La Roche-Blanche (Loira Atlántico)
 La Roche-Blanche  es una población y comuna francesa, situada en la región de Países del Loira, departamento de Loira Atlántico, en el distrito y cantón de Ancenis.

## Demografía
| 674 | 671 | 723 | 843 | 930 | 840 |
| Para los censos de 1962 a 1999 la población legal corresponde a la población sin duplicidades (Fuente: INSEE [Consultar]) |     |     |     |     |     |